# Slave to the Rhythm (singolo Grace Jones)
Slave to the Rhythm è un singolo della cantante giamaicana Grace Jones, pubblicato nell'ottobre 1985 come primo estratto dall'album omonimo.

## Descrizione
La canzone è stata scritta da Bruce Woolley, Simon Darlow, Stephen Lipson e Trevor Horn che ne è anche il produttore. L'album, uscito a distanza di tre anni dal precedente Living My Life, conteneva otto variazioni della stessa canzone (la B-side del singolo è un'ulteriore variante del brano, mai pubblicata su CD). L'intero progetto era originariamente destinato al gruppo britannico Frankie Goes to Hollywood come seguito del loro singolo di debutto Relax, ma fu rifiutato all'ultimo momento e passò nelle mani della Jones.
Il significato del testo della canzone si è prestato a diverse interpretazioni: vi è un riferimento alla storia della schiavitù afro-americana ma anche allo sfruttamento da parte dell'industria musicale nei confronti degli artisti e dei musicisti di colore.

## Successo commerciale
Il singolo è diventato uno dei più grandi successi commerciali di Grace Jones ed è considerato una delle sue Signature song.
Il brano raggiunse la dodicesima posizione dei singoli più venduti nel Regno Unito, il più alto piazzamento in classifica della cantante in questo paese assieme a Pull Up to the Bumper, ed entrò nella top five di molti paesi europei tra cui Belgio, Olanda, Italia e Germania. La versione originale del singolo e i suoi remix hanno raggiunto la vetta della Hot Dance Club Play di Billboard nel febbraio 1986, pur non riuscendo ad entrare nella classifica mainstream Billboard Hot 100. Nel 1994 una nuova versione remixata della canzone raggiunse la top 40 delle classifiche britanniche.
In molte compilation la canzone viene erroneamente inserita col titolo Ladies and Gentlemen: Miss Grace Jones, nonostante nell'album questo titolo appartenga ad un'altra traccia completamente diversa.

## Critica
Slave to the Rhythm è stato proclamato il miglior singolo del 1985 dalla rivista The Face.

## Video musicale
Il videoclip, di cui esistono diverse versioni, è stato diretto da Jean-Paul Goude, all'epoca compagno della cantante, realizzato utilizzando spezzoni dei precedenti video musicali della Jones tra cui My Jamaican Guy e Living My Life, altri spezzoni tratti dal concerto live A One Man Show ed alcuni estratti dell'iconico spot televisivo della Citroën CX. Nessun nuovo materiale aggiuntivo è stato girato per il video, che contiene una voce fuori campo dell'attore Ian McShane, estratta dai brani Jones the Rhythm e Operattack.
Il video ottenne una nomination come Best Female Video agli MTV Video Music Awards del 1986, perdendo in favore di How Will I Know di Whitney Houston., e fu inserito nella ristampa in DVD del concerto live A One Man Show.

### Esibizioni dal vivo
Nel 2012 la cantante ha interpretato il brano durante il concerto benefico Diamond Jubilee di fronte alla regina Elisabetta II del Regno Unito, facendo ruotare costantemente attorno al bacino un hula hoop per tutto il tempo della canzone.

## Tracce
7" single (1985)
A. "Slave to the Rhythm" – 4:20
B. "G.I. Blues" – 3:36
12" single (1985)
A. "Slave to the Rhythm" (Blooded) – 8:26
B1. "Junk Yard" – 5:17
B2. "Annihilated Rhythm" – 3:37
CD maxi single (1994)
1. Slave to the Rhythm – 4:22
2. Slave to the Rhythm (Blooded) – 8:26
3. Slave to the Rhythm (D Monster Mix) – 9:51
4. Slave to the Rhythm (D's Vocal Dub) – 5:24
5. Slave to the Rhythm (D Beatsappella) – 5:22

## Classifiche
| Classifica (1985–86)          | Posizione massima |
| ----------------------------- | ----------------- |
| Australia                     | 20                |
| Austria                       | 7                 |
| Belgio (Fiandre)              | 4                 |
| Canada (adult contemporary)   | 18                |
| Francia                       | 50                |
| Germania                      | 4                 |
| Italia                        | 7                 |
| Nuova Zelanda                 | 5                 |
| Paesi Bassi                   | 4                 |
| Spagna                        | 14                |
| Regno Unito                   | 12                |
| Stati Uniti (dance club play) | 1                 |
| Stati Uniti (R&B/hip-hop)     | 20                |
| Svizzera                      | 5                 |
| Classifica (1994)             | Posizione massima |
| Australia                     | 93                |

## Curiosità
In risposta ad una domanda posta da un lettore del The Guardian, l'attore Ian McShane ha confermato l'indiscrezione mai verificata secondo cui il cantante e produttore Trevor Horn lo aveva contattato in un negozio di patatine, chiedendogli di prestare la voce per l'album della Jones (1985) e invitandolo con l'esortazione: "Ho bisogno di una voce, e Orson Welles è morto."
La sua voce, presente nella versione del videoclip, si trova pure nella versione estesa «"Slave To The Rhythm" (Blooded)» pronunciando la famosa espressione: «Ladies And Gentlemen: Miss Grace Jones». L'altra frase completa nel videoclip pronunciata dall'attore è: « Rhythm is both the song’s manacle and its demonic charge. It is the original breath. It is the whisper of unremitting demand. What do you still want of me said the singer? Ladies And Gentlemen: Miss Grace Jones. Slave To The Rhythm ». Il testo riprende uno scritto presente nel volume fotografico "Jungle Fever" di Jean-Paul Goude (Xavier Moreau Inc., 1982) con la copertina di una foto della Jones, citato nel libretto del CD.